# 槇塚忠穂
槙塚 忠穗（まきづか ただお、1956年8月 - ）は、日本の工学者。近畿大学産業理工学部経営ビジネス学科准教授。

## 経歴

### 学歴
- 1979年（昭和54年）3月 - 北海道工業大学工学部経営工学科卒業
- 1988年（昭和63年）3月 - 北海道大学大学院環境科学研究科社会環境学専攻博士後期課程単位取得満期退学
- 1993年（平成5年） - 北海道大学より工学博士（環境科学）取得

### 職歴
- 2004年（平成16年）4月 - 近畿大学産業理工学部経営ビジネス学科助教授
- 2007年（平成19年）4月 - 近畿大学産業理工学部経営ビジネス学科准教授

## 専門（研究・活動内容等）

### 研究概要

#### 研究分野
- 社会環境
- 人間工学

#### 研究テーマ
- 技能習熟に関する研究
  - 技能、脳波
- 筑豊における社会環境研究
  - 騒音調査、温熱環境、大気汚染

## 所属学会
- 日本人間工学会
- 日本経営工学会
- 日本衛生学会
- 日本産業衛生学会
- 産業保健人間工学会
- ヒューマンインターフェース学会